# Mark Sittich von Hohenems
Mark Sittich von Hohenems, o Marcus Sitticus Altemps (Hohenems, avui a Àustria, llavors al Sacre Imperi Romanogermànic, 1533 - Roma, 15 de febrer de 1595) va ser un cardenal alemany del segle xvi. La seva mare era germana del papa Pius IV i ell era cosí dels cardenals Giovanni Antonio Serbelloni (1560) i Carles Borromeo (1560).

## Biografia
Mark Sittich von Hohenems va participar en la guerra de la Toscana sota el comandament de Giangiacopo de' Medici i va lluitar també contra els turcs. Va ser clergue de la cambra apostòlica. Va tenir un fill natural, Roberto, que va legitimar després.
Hohenems va ser elegit bisbe de Cassano l'any 1561, però renúncia ja el mateix any i esdevé legat amb l'emperador Ferran I i Maximilià II del Sacre Imperi Romanogermànic.
El papa Pius IV, el seu oncle, el fa cardenal en el consistori del 26 de febrer de 1561. El mateix any és elegit bisbe de Constança i nomenat legat perpetuo a Avinyó. El cardenal Hohenems és governador de Ferno, de Norcia i Montan, de les Marques, d'Ascoli, d'Ancona i Cereti, de Capranica i de Viterbo. Fa construir el Palazzo Altemps a Roma.

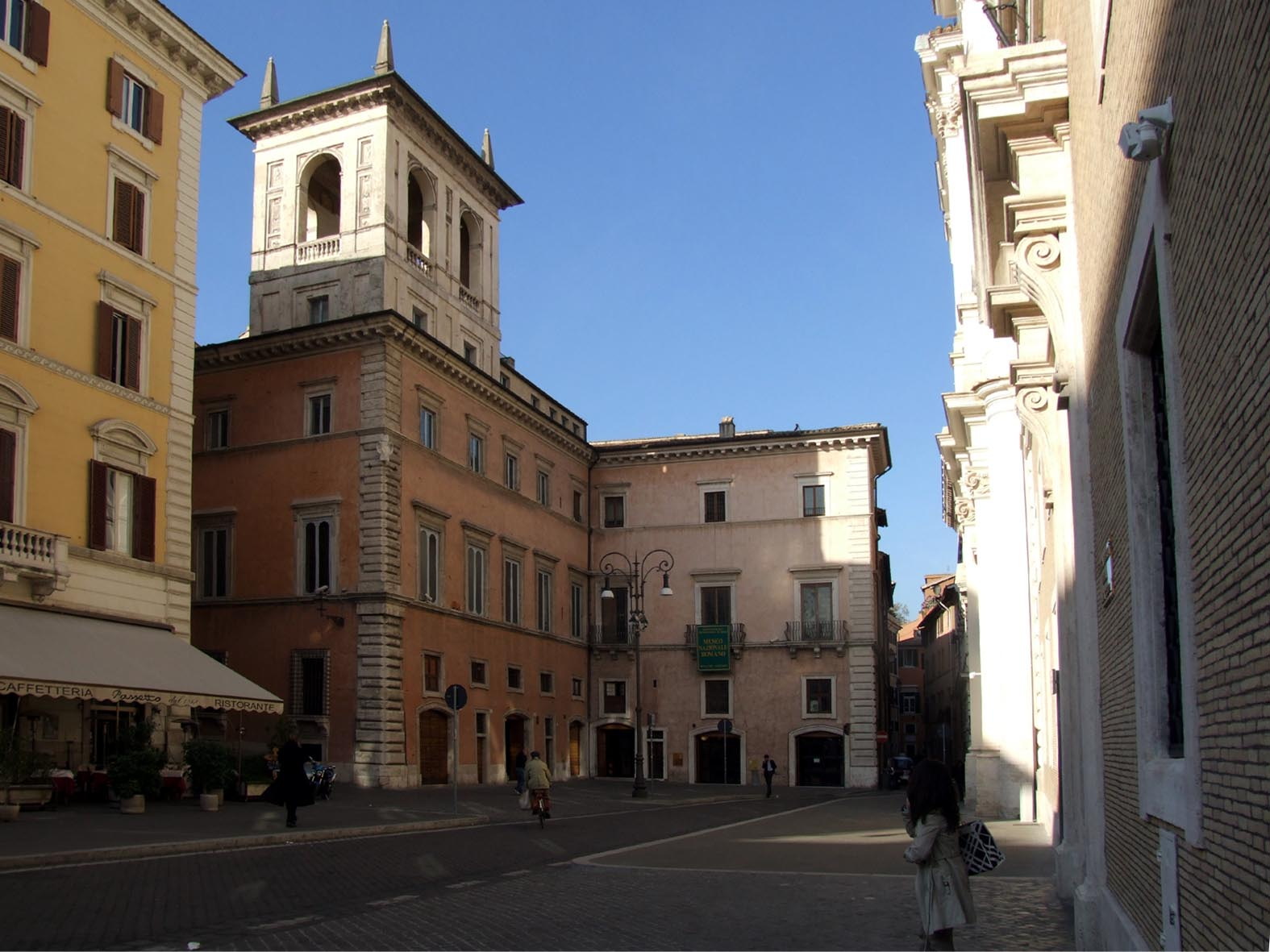
Palau Altemps

Hohenems participa al conclave de 1565–1566 (elecció de Pius V), al conclave de 1572 (elecció de Gregori XIII), als conclaves de 1590 (elecció d'Urbà VII i de Gregori XIV) i als de 1591 (elecció d'Innocenci IX) i de 1592 (elecció de Climent VIII).